# Craspedacusta iseanum
Craspedacusta iseanum is een hydroïdpoliep uit de familie Olindiasidae. De poliep komt uit het geslacht Craspedacusta. Craspedacusta iseanum werd in 1922 voor het eerst wetenschappelijk beschreven door Oka & Hara. 